# Appletreewick
Appletreewick – wieś w Anglii, w hrabstwie North Yorkshire, w dystrykcie (unitary authority) North Yorkshire. Leży 56 km na zachód od miasta York i 306 km na północny zachód od Londynu. W 2001 miejscowość liczyła 234 mieszkańców.